# Lemme de Thom
En mathématiques, et plus particulièrement en géométrie algébrique réelle, le lemme de Thom est un lemme concernant le signe d'une famille de polynômes stable par dérivation.
Lemme de Thom — 
Soit {\displaystyle {\mathcal {F}}} une famille de polynôme réels stable par dérivation et, pour tout {\displaystyle P\in {\mathcal {F}}}, {\displaystyle \varepsilon _{P}\in \{-1,0,1\}}. Alors l'ensemble {\displaystyle \{x\in \mathbb {R} :P(x){\text{ a pour signe }}\varepsilon _{P}\}} est un intervalle.